# Горчаков, Иван Романович
Князь Иван Романович Горчаков (1716 — 25 августа (6 сентября) 1801) — генерал-поручик, генерал-провиантмейстер русской армии из рода Горчаковых.

## Биография
Родился в семье советника Камер-коллегии, статского советника князя Романа Фёдоровича Горчакова и его жены Марии Ивановны, урождённой Траханиотовой. Приходился двоюродным дядей князьям Дмитрию Петровичу и Михаилу Алексеевичу Горчаковым.
В службе с 1731 года. Принимал участие в Семилетней войне в должности генерал-провиантмейстер-лейтенанта, по генеральному расписанию русской армии на 1759 год находился в Кенигсберге. 17 апреля 1763 года произведён в генерал-майоры и затем назначен генерал-провиантмейстером, главой Главной провиантской канцелярии (1765 — 1766 годы). На 1767 год состоял при Московской дивизии. Вышел в отставку в чине генерал-поручика и поселился в Москве. 
Около 1765 года женился на Анне Васильевне Суворовой (1744 — 1813), сестре Александра Васильевича Суворова, дочери генерал-аншефа и сенатора Василия Ивановича Суворова и Анны Феодосьевны Мануковой.
В этом браке родились:
- Аграфена Ивановна (27.06.1766[3]—1843), крещена 1 июля 1766 года в церкви Вознесения Господня при Адмиралтейских слободах при восприемстве деда В. И. Суворова и тетки М. В. Суворовой; с 1789 замужем за графом Дмитрием Ивановичем Хвостовым.
- Алексей Иванович Горчаков (1769—1817), генерал от инфантерии, военный министр
- Андрей Иванович Горчаков (2-й) (1776—1855), генерал от инфантерии.

В 1779 году купил дом в Москве у Земляного вала в приходе Покрова Богородицы. Похоронен в Донском монастыре.